# Belgian International 1972
Die Belgian International 1972 im Badminton fanden vom 25. bis zum 27. Februar 1972 im Salle Omnisports Poseidon in der Avenue des Vaillants 3A in Brüssel statt.

## Titelträger
| Disziplin    | Sieger                         |
| ------------ | ------------------------------ |
| Herreneinzel | Tan Aik Huang                  |
| Dameneinzel  | Tonny Pannemans                |
| Herrendoppel | Punch Gunalan Ng Boon Bee      |
| Damendoppel  | Tonny Pannemans Lore Hawig     |
| Mixed        | Clemens Wortel Tonny Pannemans |

## Finalresultate
| Disziplin    | Sieger                         | Finalist                        | Ergebnis          |
| ------------ | ------------------------------ | ------------------------------- | ----------------- |
| Herreneinzel | Tan Aik Huang                  | Punch Gunalan                   | 15–4, 15–1        |
| Dameneinzel  | Tonny Pannemans                | Irena Pátková                   | 11–8, 12–10       |
| Herrendoppel | Punch Gunalan Ng Boon Bee      | Abdul Rahman Mohamad Ng Tat Wai | 10–15, 15–8, 15–8 |
| Damendoppel  | Tonny Pannemans Lore Hawig     | Irena Pátková A. Valken         | 15–9, 8–15, 15–6  |
| Mixed        | Clemens Wortel Tonny Pannemans | Françoise Kaiser Lore Hawig     | 15–3, 15–4        |

## Referenzen
- Badminton, Jahrgang 23, Heft 12 (1971), S. 16.
- The Belgian International Championships. (PDF) In: worldbadminton.com. Mai 1972, S. 7, abgerufen am 26. Dezember 2024 (englisch).
- Badminton Europe